# Magazzini Contratti
Il palazzo dei Magazzini Contratti è un edificio storico di Milano situato in via Tommaso Grossi al civico 8.

## Storia
L'edificio fu costruito a partire dal 1903 su progetto di Luigi Broggi, già progettista di diversi edifici nella vicina area di piazza Cordusio. 

## Descrizione
Realizzato seguendo i dettami dello stile moderno, successivamente definito come Liberty, il palazzo prevedeva la struttura portante in cemento armato, materiale all'epoca innovativo, che consentì grazie alla sua resistenza una struttura portante più snella: l'assenza di ingombranti muri portanti permise di realizzare quindi la decorazione del fronte con grandi finestroni a dare un importante contributo all'illuminazione interna. Il fronte è quindi decorato con sculture e bassorilievi in cemento, e parapetti e colonnine in ghisa che fungono da inframezzi ai finestroni.

## Galleria d'immagini

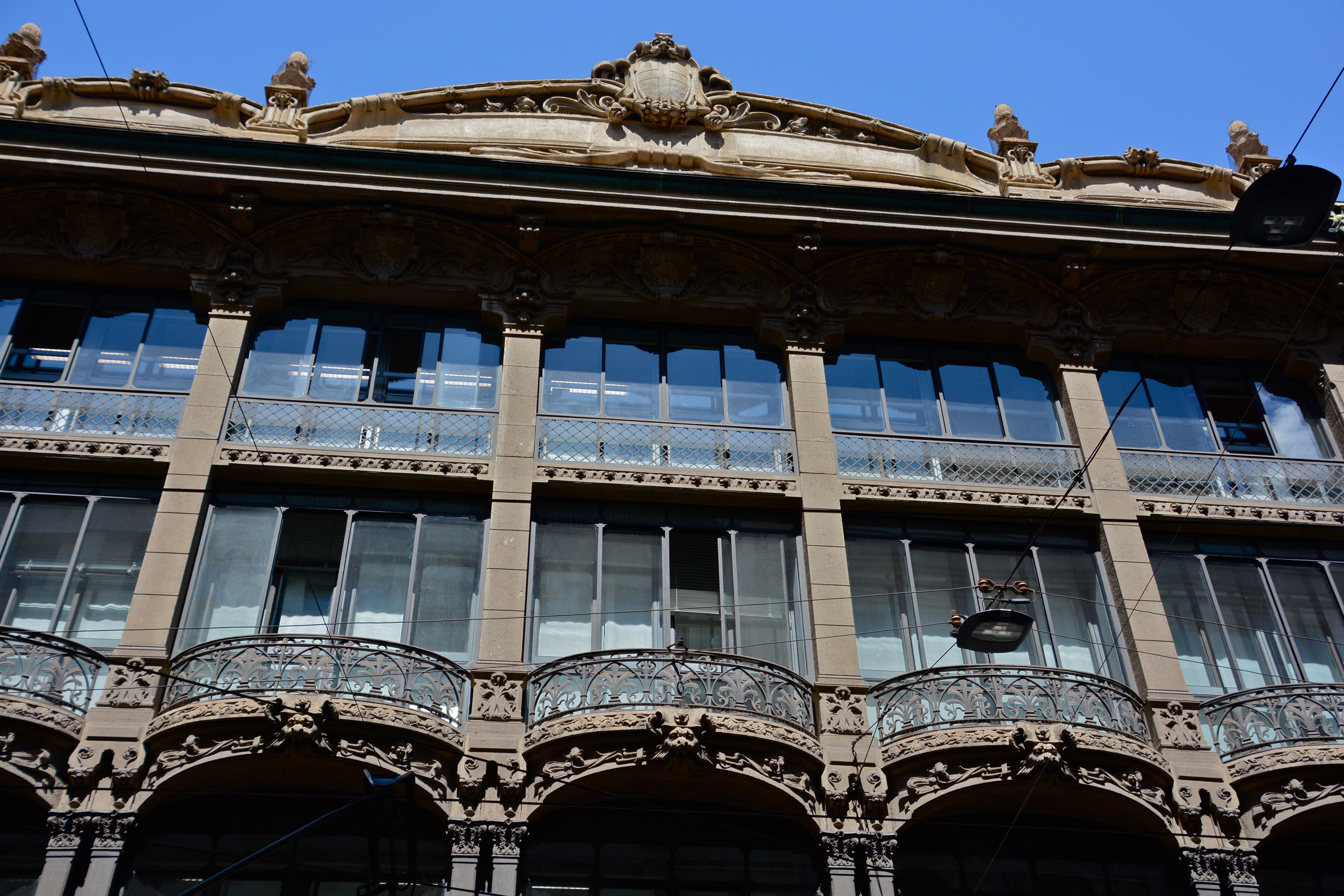
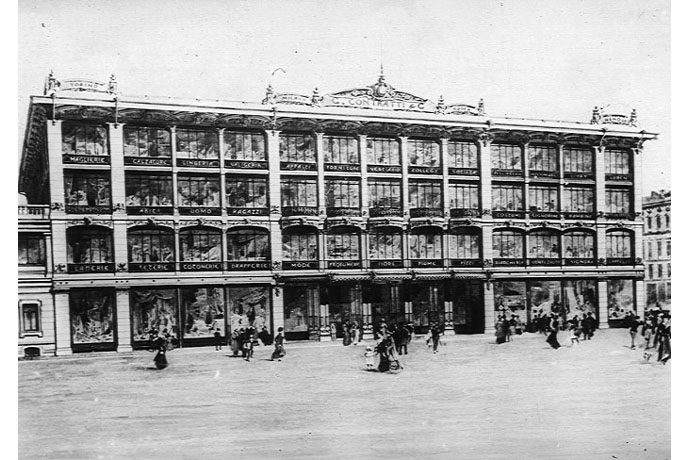
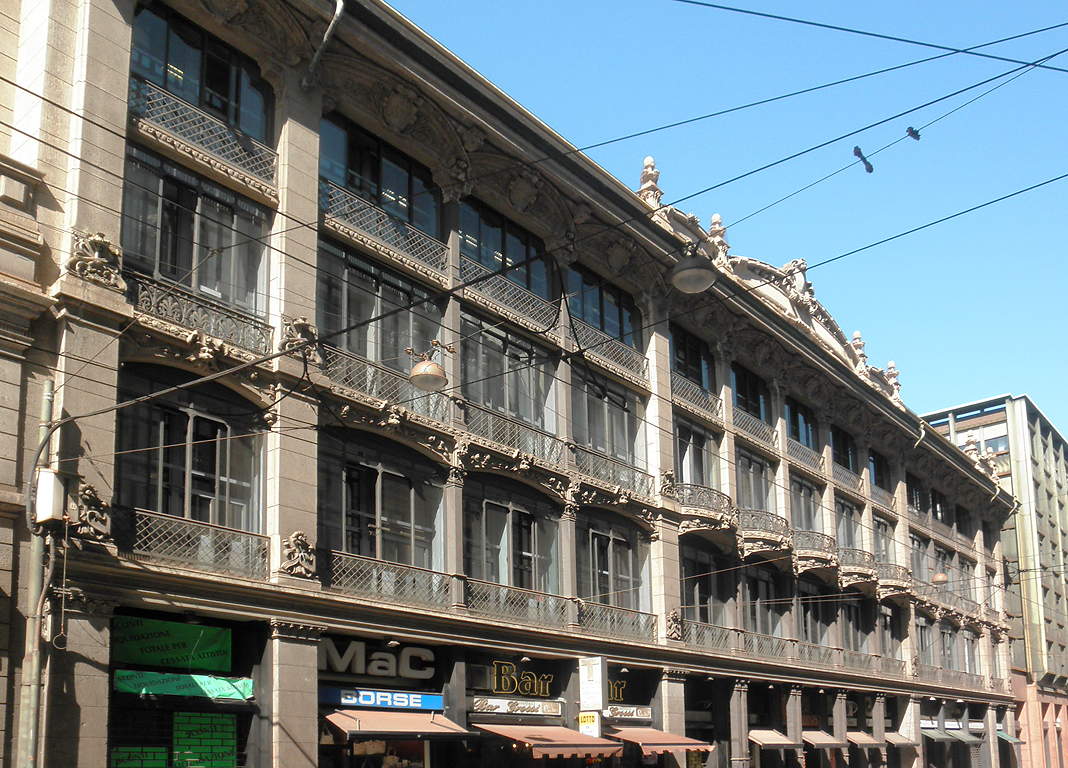